# 1980 ムンディアリート
1980 ムンディアリート（西: 1980 Mundialito）あるいはコパ・デ・オーロ・デ・カンペオネス・ムンディアレス（西: Copa de Oro de Campeones Mundiales）は、第1回FIFAワールドカップから50周年を記念して、1980年12月30日から1981年1月10日までウルグアイのモンテビデオで開催された国際親善サッカー大会である。

## 概要
大会には過去のFIFAワールドカップ優勝国が招待された。ただし、1966年大会優勝のイングランドは出場を辞退したため、代わりにオランダが参加した。6か国が2つのグループで総当たり戦を行い、両グループの1位同士により決勝戦が行われた。

## 出場国
| 国名         | 備考                                                        |
| ------------ | ----------------------------------------------------------- |
| ウルグアイ   | 1930年大会、1950年大会優勝、開催国                          |
| イタリア     | 1934年大会、1938年大会優勝                                  |
| 西ドイツ     | 1954年大会、1974年大会優勝                                  |
| ブラジル     | 1958年大会、1962年大会、1970年大会優勝                      |
| アルゼンチン | 1978年大会優勝                                              |
| オランダ     | 1974年大会、1978年大会準優勝（ イングランドに代わって出場） |

※1966年大会優勝のイングランドは出場を辞退した。

## 結果

### グループリーグ

#### グループ A
| 順 | チーム     | 試 | 勝 | 分 | 敗 | 得 | 失 | 差 | 点 |
| -- | ---------- | -- | -- | -- | -- | -- | -- | -- | -- |
| 1  | ウルグアイ | 2  | 2  | 0  | 0  | 4  | 0  | +4 | 4  |
| 2  | イタリア   | 2  | 0  | 1  | 1  | 1  | 3  | −2 | 1  |
| 2  | オランダ   | 2  | 0  | 1  | 1  | 1  | 3  | −2 | 1  |

| 1980年12月30日 |

| ウルグアイ                      | 2 - 0 | オランダ |
| ラモス 31分 · ビクトリーノ 45分 |       |          |

| エスタディオ・センテナリオ（モンテビデオ） 観客数: 65,000人 主審: エンリケ・ラボ |

| 1981年1月3日 |

| ウルグアイ                             | 2 - 0 | イタリア |
| モラレス 67分 (PK) · ビクトリーノ 81分 |       |          |

| エスタディオ・センテナリオ（モンテビデオ） 観客数: 55,000人 主審: エミリオ・グルセタ |

| 1981年1月6日 |

| イタリア             | 1 - 1 | オランダ      |
| アンチェロッティ 7分 |       | ペテルス 15分 |

| エスタディオ・センテナリオ（モンテビデオ） 観客数: 15,000人 主審: フランツ・ヴェーラー |

#### グループ B
| 順 | チーム       | 試 | 勝 | 分 | 敗 | 得 | 失 | 差 | 点 |
| -- | ------------ | -- | -- | -- | -- | -- | -- | -- | -- |
| 1  | ブラジル     | 2  | 1  | 1  | 0  | 5  | 2  | +3 | 3  |
| 2  | アルゼンチン | 2  | 1  | 1  | 0  | 3  | 2  | +1 | 3  |
| 3  | 西ドイツ     | 2  | 0  | 0  | 2  | 2  | 6  | −4 | 0  |

| 1981年1月1日 |

| アルゼンチン                         | 2 - 1 | 西ドイツ        |
| （カルツ） 84分 (OG) · ディアス 88分 |       | ルベッシュ 41分 |

| エスタディオ・センテナリオ（モンテビデオ） 観客数: 60,000人 主審: アウグスト・ラモ・カスティーリョ |

| 1981年1月4日 |

| ブラジル        | 1 - 1 | アルゼンチン    |
| エジバウド 47分 |       | マラドーナ 30分 |

| エスタディオ・センテナリオ（モンテビデオ） 観客数: 60,000人 主審: エリヒ・リネマイヤー |

| 1981年1月7日 |

| ブラジル                                                                              | 4 - 1 | 西ドイツ      |
| ジュニオール 56分 · トニーニョ・セレーゾ 61分 · セルジーニョ 76分 · ゼ・セルジオ 82分 |       | アロフス 54分 |

| エスタディオ・センテナリオ（モンテビデオ） 観客数: 50,000人 主審: フアン・シルバグノ |

### 決勝
| 1981年1月10日 |

| ウルグアイ                        | 2 - 1 | ブラジル        |
| バリオス 50分 · ビクトリーノ 80分 |       | ソクラテス 62分 |

| エスタディオ・センテナリオ（モンテビデオ） 観客数: 71,250人 主審: エリヒ・リネマイヤー |

## 優勝国
| 1980 ムンディアリート優勝国 |
| --------------------------- |
| · ウルグアイ                |